# Likenäs
Likenäs er en bebyggelse i Torsby kommun i Värmlands län i Sverige, beliggende langs med riksväg 62 i Klarälvdalen i Dalby socken. Fra 2015 afgrænser SCB her to småorter. Før 2015 blev bebyggelsen betragtet som én småort (før 2005 som et byområde).

## Historie
Likenäs var tingsted for Älvdals härad frem til 1971.
I området omkring Likenäs blev mange af scenerne fra kultfilmen Rallybrudar fra 2008 optaget. Blandt andet den kendte scene hvor Ulla, spillet af Eva Röse, og Birgitta, spillet af Marie Robertson, øver sig på at læse kortet i en karrusel. Andre kendte lokationer i filmen er Esters Café og Likenäs motorstadion/Femtåbanan.